# روبرت هنري ويتفيلد
روبرت هنري ويتفيلد (بالإنجليزية: Robert Henry Whitfield)‏ هو محامي وسياسي أمريكي، ولد في 14 سبتمبر 1814 في سوفولك في الولايات المتحدة، وتوفي في 5 أكتوبر 1868.